# 5440 Terao
5440 Terao este un asteroid din centura principală de asteroizi.

## Descriere
5440 Terao este un asteroid din centura principală de asteroizi. A fost descoperit pe 16 aprilie 1991 la Dynic de Atsushi Sugie. El prezintă o orbită caracterizată de o semiaxă mare de 2,17 ua, o excentricitate de 0,14 și o înclinație de 4,6° în raport cu ecliptica.